# Putsch in Thailand 2006

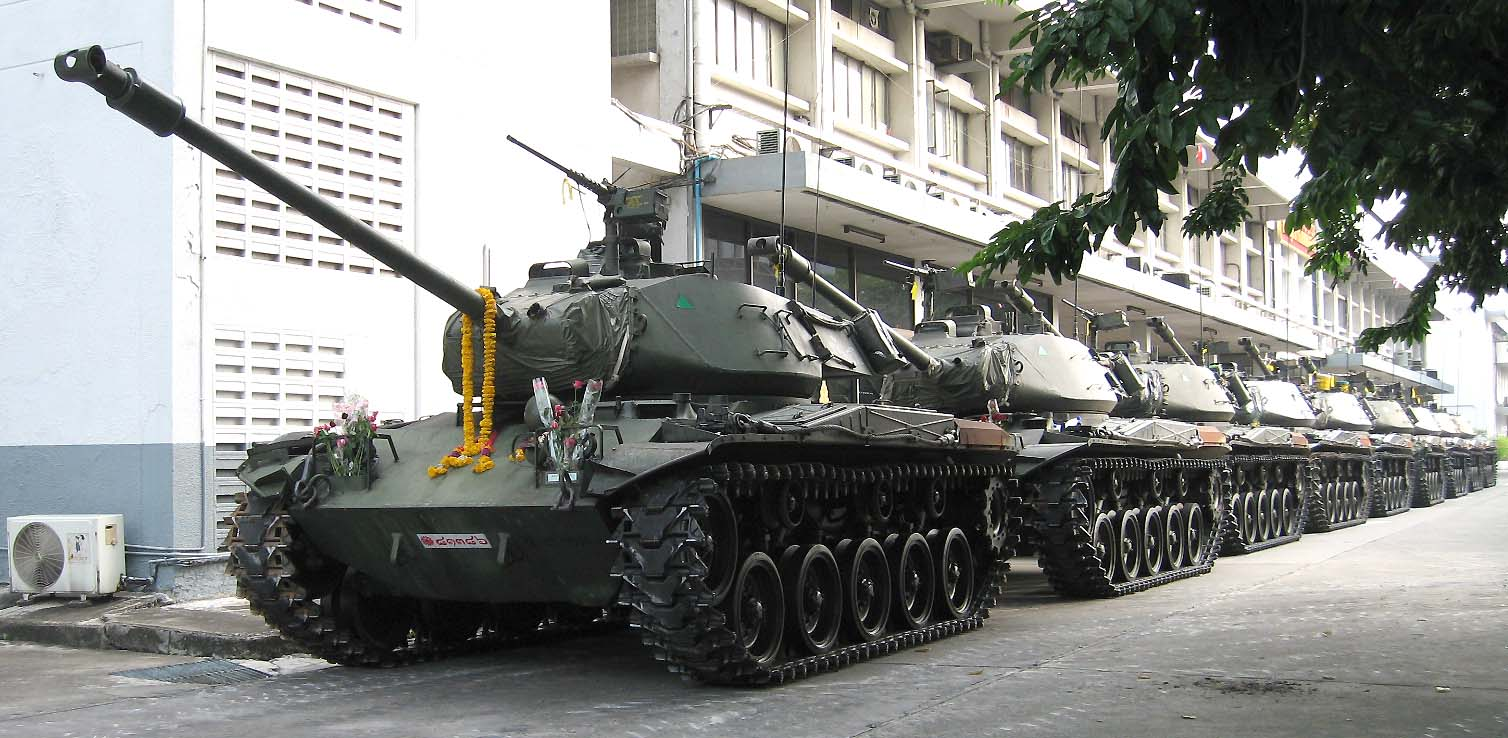
Panzer des Typs M41 Walker Bulldog vor dem Verteidigungsministerium. Der vorderste ist mit einem traditionellen, Glück verheißenden Blumenkranz (phuang malai) geschmückt.

Am 19. September 2006 wurde in Thailand die geschäftsführende Regierung unter Thaksin Shinawatra durch einen Putsch des Militärs unter General Sonthi Boonyaratglin gestürzt. Damit übernahm das thailändische Militär nach 14 Jahren ziviler Regierung seit 1992 wieder die politische Macht im Land.
Der Staatsstreich ging von königsnahen Militärs aus, die angaben, dass die aktuelle Regierung die Einheit des Landes sowie die Monarchie gefährde. Der Putsch wurde von König Bhumibol Adulyadej gebilligt sowie vermutlich vom Kronrat und dessen Vorsitzenden Prem Tinsulanonda mitinitiiert. Er war ein Rückschlag für die Demokratie in Thailand. Der Putsch war der 18. Militärputsch in der thailändischen Geschichte seit 1932.

## Hintergrund

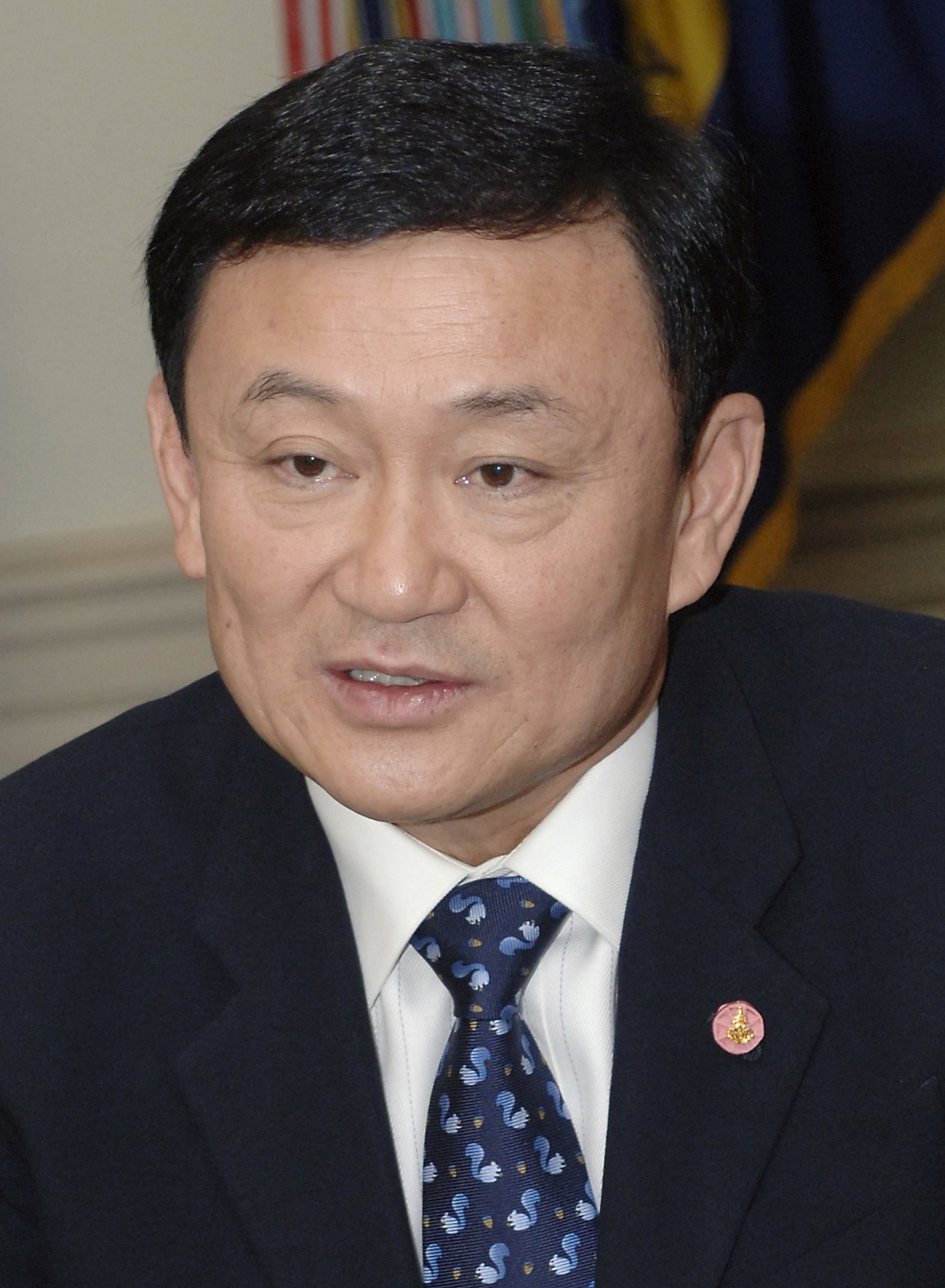
Thaksin Shinawatra, Ministerpräsident von 2001 bis zum Putsch 2006

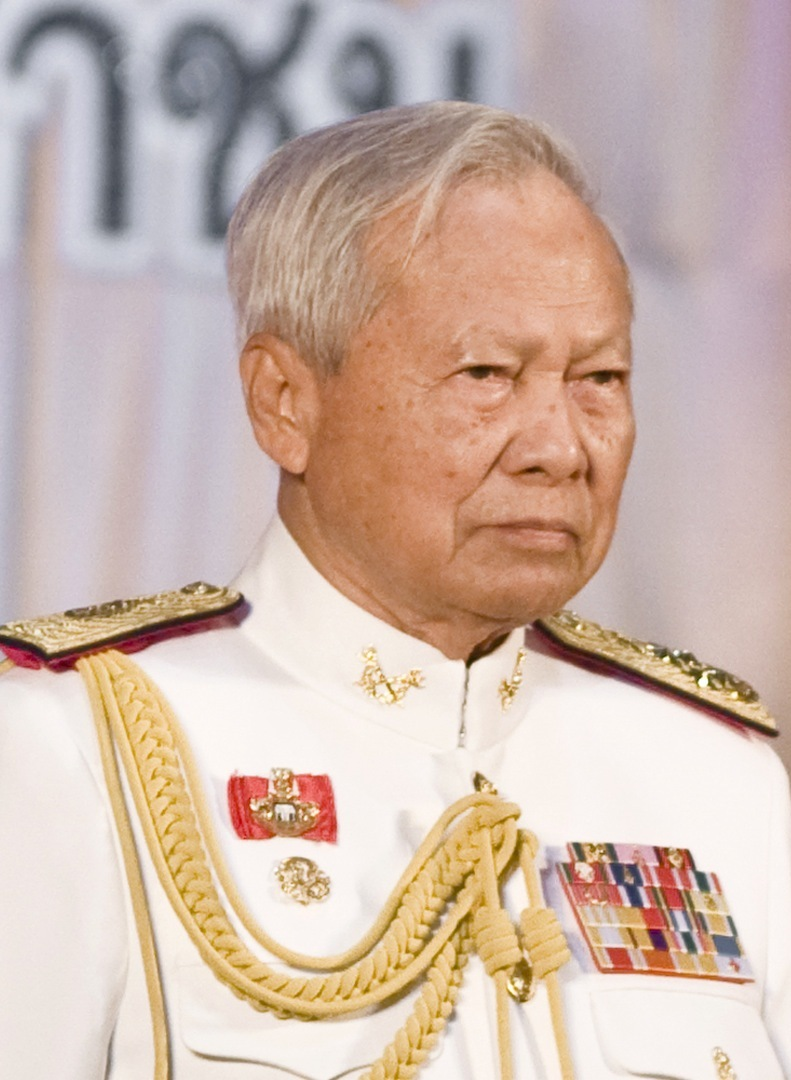
Prem Tinsulanonda, Präsident des Kronrats

Die demokratische Entwicklung Thailands im 20. Jahrhundert wurde durch zahlreiche Staatsstreiche und lange Phasen der Militärherrschaft unterbrochen. Nach dem „Schwarzen Mai“ 1992 folgte jedoch eine vergleichsweise lange Phase ziviler Regierungen, in der die Rolle des Militärs etwas eingedämmt war. 1997 trat eine weitgehend liberale Verfassung – die sogenannte „Verfassung des Volkes“ – in Kraft.
Der milliardenschwere Telekom- und IT-Unternehmer Thaksin Shinawatra gründete 1998 die Thai-Rak-Thai-Partei (TRT, „Thais lieben Thais“ oder „Thailänder lieben Thailand“). Diese wurde bei der Parlamentswahl 2001 mit Abstand stärkste Partei und stellte anschließend die Regierung unter Thaksin als Ministerpräsident. Das Programm Thaksins und der TRT wird oft als populistisch beschrieben. Es setzte auf eine Stärkung der Binnenkonjunktur und eine Reduzierung der Abhängigkeit der thailändischen Wirtschaft von Exporten. Sie versprachen allgemeinen Zugang zur Gesundheitsversorgung, ein Schuldenmoratorium für Bauern und die Einführung von Dorfentwicklungsfonds, die Mikrokredite an Existenzgründer und für Infrastrukturprojekte ausschütten sollten. Diese Versprechen wurden auch in der ersten Amtszeit Thaksins umgesetzt. Seine Regierung versuchte das Drogenproblem und den Separatismus muslimischer Malaien in den Südprovinzen gewaltsam zu bekämpfen. Im „Krieg gegen Drogen“ 2003 und dem Konflikt in Südthailand seit 2004 starben tausende und es kam zu schweren Menschenrechtsverletzungen.

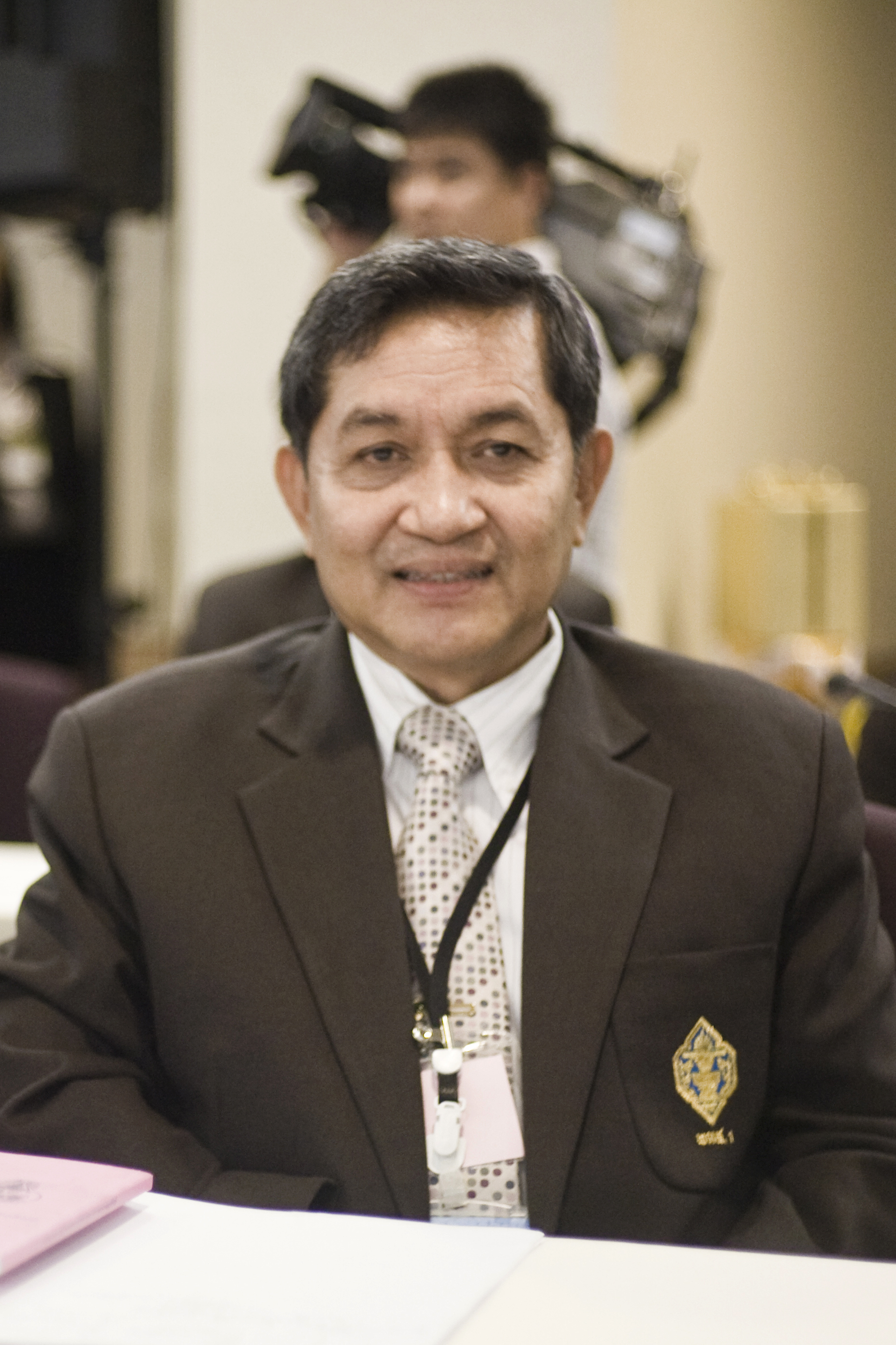
Sonthi Boonyaratglin, Oberkommandierender des Heeres (2005–06) und Führer des Putsches

Die Opposition und Nichtregierungsorganisationen warfen Thaksin einen zunehmend autoritären Führungsstil vor, die Pressefreiheit wurde eingeschränkt. Als Thaksin 2003 seinen Cousin Chaiyasit Shinawatra zum Oberkommandierenden des thailändischen Heeres ernennen ließ, wurde ihm auch Nepotismus vorgeworfen. Dennoch wurde die TRT 2005 mit 60,7 % der Stimmen und drei Viertel der Parlamentssitze wiedergewählt. Politikwissenschaftler beschreiben jedoch einen hinter den Kulissen ablaufenden Machtkampf zwischen dem Thaksin-Lager und der alten Elite aus dem Palast nahestehenden Personen und Gruppen im Kronrat, Politik (vor allem der oppositionellen Demokratischen Partei), Militär, Justiz und Verwaltung – von Duncan McCargo als „Netzwerk-Monarchie“ bezeichnet – mit dem Kronratspräsidenten Prem Tinsulanonda an der Spitze. Prem setzte durch, dass General Sonthi Boonyaratglin, ein Kritiker Thaksins, im Oktober 2005 Oberkommandierender des Heeres wurde.

## Politische Krise

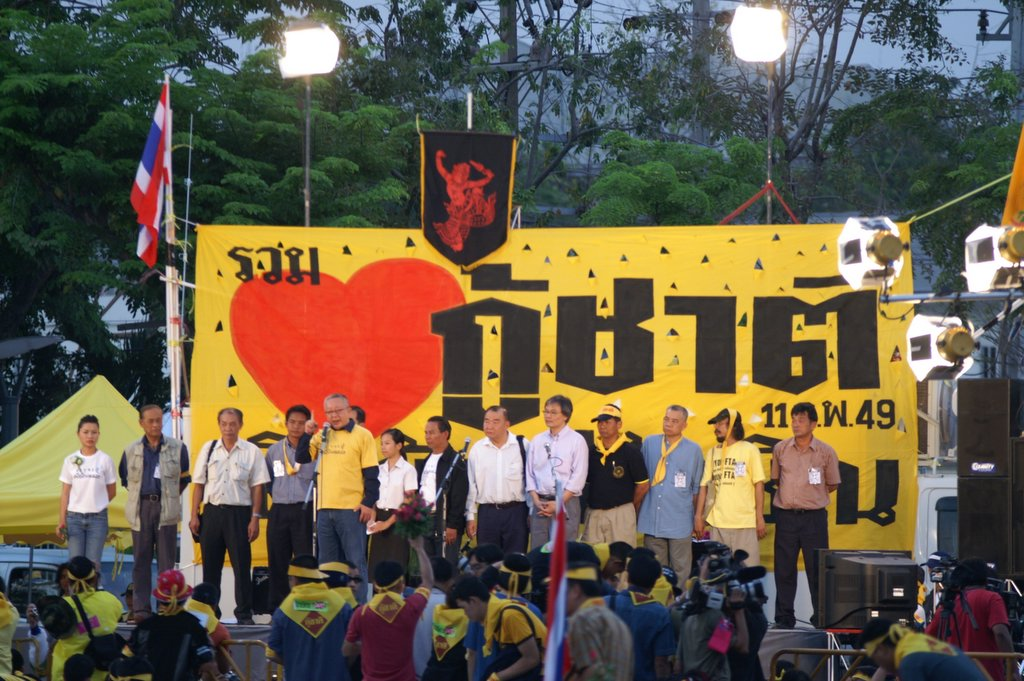
Kundgebung der Volksallianz für Demokratie („Gelbhemden“) im Februar 2006

Die zunächst kleine, von Bürgerrechtlern, Gewerkschaften und NGOs initiierte Volksallianz für Demokratie (PAD) wuchs Anfang 2006 zur Massenbewegung. Stein des Anstoßes war der Verkauf von Thaksins Shin Corporation an die singapurische Temasek Holdings, der nur durch ein zuvor geändertes Gesetz ermöglicht wurde und für dessen Ertrag von umgerechnet 1,6 Milliarden Euro der Ministerpräsident und seine Familie keine Steuern bezahlen mussten. Das wurde von den Regierungsgegnern als Beweis für seinen Machtmissbrauch und Eigennutz angesehen. An Demonstrationen der PAD im Februar und März 2006 nahmen über 100.000 Menschen teil, deren Erkennungszeichen gelbe Hemden waren und die den Rücktritt Thaksins forderten. General Sonthi Boonyaratglin dementierte Gerüchte, dass das Militär intervenieren könnte: „Politische Probleme sollten von Politikern gelöst werden. Militärputsche gehören der Vergangenheit an.“
Thaksin löste das Parlament auf, am 2. April 2006 wurden vorgezogene Neuwahlen abgehalten und Thaksin ließ sein Amt ruhen, stattdessen übernahm sein Stellvertreter Chitchai Wannasathit vorübergehend die Regierungsgeschäfte. Die drei wichtigsten Oppositionsparteien, die Demokratische Partei, Chart-Thai-Partei und Mahachon-Partei boykottierten die Wahl, da sie meinten, keine fairen Chancen bei dieser zu haben. In den meisten Wahlkreisen trat nur ein Kandidat der TRT an. In 36 Wahlkreisen in Südthailand wurde überhaupt kein Abgeordneter gewählt, da der einzige Kandidat nicht einmal 20 % der Stimmen erhielt, während sich die meisten Wähler enthielten bzw. schlicht mit „nein“ stimmten.
Die „Gelbhemden“ forderten König Bhumibol Adulyadej zur Ernennung eines „neutralen“ Regierungschefs auf. Dieser erklärte jedoch, dass es undemokratisch und verfassungswidrig sei, eigenmächtig einen neuen Ministerpräsidenten ohne parlamentarische Mehrheit zu ernennen. Andererseits gab er zu bedenken, dass auch eine Wahl, bei der nur eine Partei antritt, undemokratisch und anormal sei. Am 8. Mai 2006 erklärte das thailändische Verfassungsgericht die vorangegangene Wahl für ungültig und ordnete eine Wiederholung an. Anlässlich der Feiern zu König Bhumibol Adulyadejs Goldenen Thronjubiläum übernahm am 23. Mai wieder Thaksin Shinawatra als Interims-Ministerpräsident die Regierungsführung. Die Neuwahl wurde auf den 15. Oktober terminiert.
Kurz vor dem Thronjubiläum veröffentlichte das den „Gelbhemden“ nahestehende Manager-Magazin eine Reihe von Artikeln über das angebliche „Finnland-Komplott“, die Thaksin unterstellten, die Monarchie abschaffen und ein Ein-Parteien-System nach kommunistischem Vorbild errichten zu wollen. Thaksin wiederum behauptete Ende Juni 2006, dass „eine verdienstvolle Person, die außerhalb der Verfassung steht“, seinen Sturz betreibe. Dies wurde allgemein als Hinweis auf den Kronratspräsidenten Prem Tinsulanonda gedeutet. Dieser erklärte vor Absolventen der Chulachomklao-Militärakademie und der Marineakademie, dass die Loyalität der Streitkräfte dem König und dem Land, aber nicht der aktuellen Regierung gehörte.
Am 24. August 2006 hielt die Polizei ein Fahrzeug mit 67 Kilogramm Sprengstoff und funktionierendem Zünder in der Nähe von Thaksins Wohnhaus an. Am Steuer saß der ehemalige Chauffeur von General Pallop Pinmanee, Kommandeur des Kommandos für Operationen der inneren Sicherheit und Gegner Thaksins. Während die Regierung von einem abgewendeten Mordanschlag auf den Interimspremier sprach, behauptete die Opposition, dass Thaksin eine Verschwörung nur inszeniert habe.

## Ablauf des Putsches

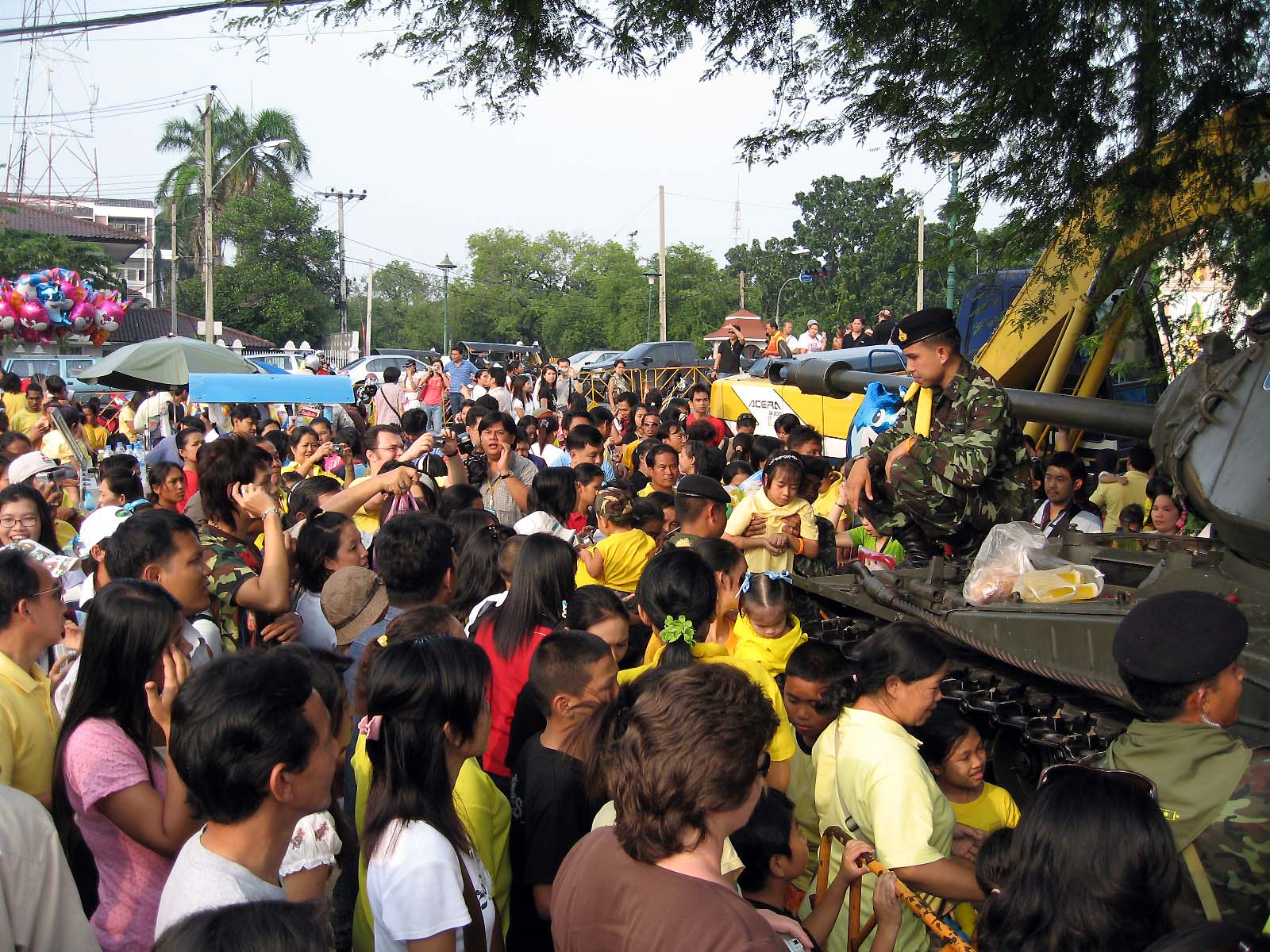
Bewohner von Bangkok begrüßen das Militär.

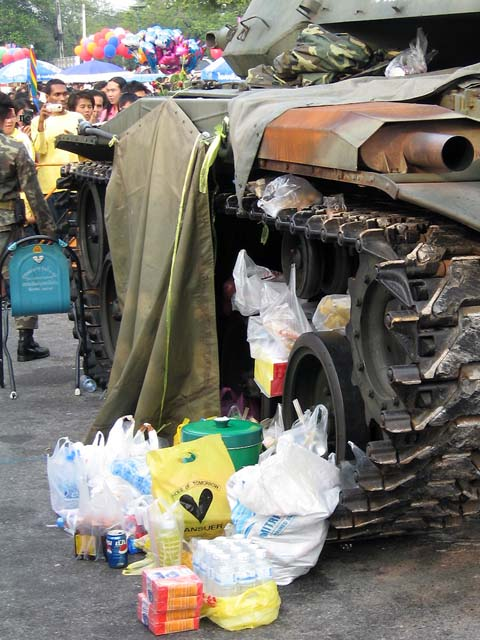
Panzer mit von der Bevölkerung geschenkten Speisen und Erfrischungsgetränken

Der pensionierte Luftwaffenoffizier und ehemalige Außenminister Prasong Soonsiri begann laut eigener Aussage im Juli 2006 zusammen mit dem Oberkommandierenden des Heeres, General Sonthi Boonyaratglin, und drei weiteren aktiven und pensionierten Militärs mit der Ausarbeitung der Putschpläne. Kronratspräsident Prem Tinsulanonda war hingegen laut Prasong nicht in die konkrete Planung involviert.
Kurz nach 18 Uhr thailändischer Zeit fuhren am 19. September 2006 etliche Panzer auf das Regierungsviertel in Bangkok zu. Die Wachen des Regierungsgebäudes wurden von Soldaten in Uniform entwaffnet, des Weiteren besetzte das Militär die Rundfunk- und Medienanstalten. Der Regierungschef Thaksin hielt sich zu diesem Zeitpunkt anlässlich der Generalversammlung der Vereinten Nationen in New York auf. Der vom thailändischen Heer betriebene Fernsehkanal 5 unterbrach sein Programm und sendete vom König komponierte Lieder. Am Abend des 19. September erklärte General Sonthi, dass Thaksin abgesetzt sei.
Daraufhin versuchte Thaksin, in einer Fernseh-Liveschalte von New York aus, Sonthi seines Amtes zu entheben und seinen Vertrauten General Runjoj Mahasaranond an die Spitze der Heeres zu setzen. Jedoch konnte diese Mitteilung nicht mehr übermittelt werden, da die Leitung unterbrochen wurde und somit hatte Thaksin keinen Einfluss mehr auf die Abläufe in Thailand.
König Bhumibol Adulyadej segnete den Putsch am folgenden Tag ab. Zur Aufrechterhaltung von Ruhe und Ordnung ernannte er Sonthi Boonyaratglin zum Vorsitzenden des neu gegründeten „Rates für Verwaltungsreform“. Im Namen des Königs wurde folgender Aufruf verbreitet: „Alle Menschen sollten friedlich bleiben und die Beamten sollten von jetzt an auf die Anweisung von General Sonthi hören.“
Die Spitzen der drei Streitkräfte und der Polizei bildeten den „Rat für Reform der Verwaltung im demokratischen System mit dem König als Staatsoberhaupt“ (thailändisch คณะปฏิรูปการปกครองในระบอบประชาธิปไตยอันมีพระมหากษัตริย์ทรงเป็นประมุข, RTGS Khana Patirup Kan-Pokkhrong Nai Rabop Prachathipatai An Mi Phra Maha Kasat Song Pen Pramuk, englischsprachige Eigenbezeichnung: Council for Democratic Reform under the Constitutional Monarchy, kurz CDR), der alle Staatsgewalt übernahm. Dieser versprach, anschließend die Macht an das thailändische Volk zurückzugeben. Dazu sollte aber zunächst die Verfassung neugestaltet werden und nach einem Jahr, also 2007, Wahlen abgehalten werden. Nach dem Putsch blieb der Ausnahmezustand in Thailand für weitere vier Wochen bestehen, so auch ein Versammlungsverbot.
Als ausschlaggebende Gründe für den Putsch nannte das Militär die zunehmende Korruption der Regierung Thaksins und eine wachsende Spaltung des Landes. Daraufhin wurden auch die Vertrauten Thaksins ihrer Ämter enthoben und vorübergehend festgenommen, so z. B. der stellvertretende Premierminister Chitchai Wannasathit, der Minister im Amt des Ministerpräsidenten Newin Chidchob, der Generalsekretär der regierenden Thai-Rak-Thai-Partei Prommin Lertsuridej und Thaksins Schwager und Vertrauter Somchai Wongsawat. Thaksins Frau Potjaman Na Pombejra verließ das Land kurzfristig, sie reiste nach Singapur aus.

## Reaktionen
Der damalige UNO-Generalsekretär Kofi Annan kritisierte den Putsch mit der Begründung, dass das Land in den letzten Jahrzehnten eine stabile Demokratie aufgebaut habe. Annan rief die thailändische Bevölkerung auf, ruhig zu bleiben.
Ersten Umfragen zufolge begrüßten große Teile der thailändischen Bevölkerung (bis zu 80 %) den Putsch. Das bedeutet nicht, dass sie ihn als legitim ansahen. Sie hielten das Eingreifen des Militärs aber für unvermeidlich und hofften auf ein Ende der monatelangen politischen Krise, in der sich das Parlament und andere Verfassungsorgane zu Lösungen unfähig gezeigt hatten. Bemerkenswert ist, dass gerade Intellektuelle und Angehörige der Mittel- und Oberschicht den Putsch billigten, die undemokratische Mittel sonst ablehnten.

## Folgen

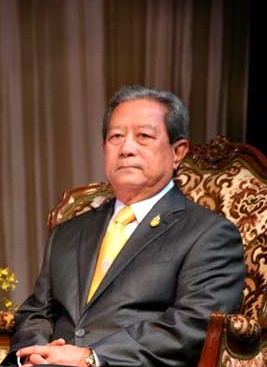
Surayud Chulanont, Ministerpräsident nach dem Putsch

Zwei Wochen nach dem Putsch setzte die Militärjunta („Rat für Verwaltungsreform“) eine Übergangsverfassung in Kraft (Verfassung des Königreichs Thailand (Interim), 2549 Buddhistischer Zeitrechnung (2006); รัฐธรรมนูญแห่งราชอาณาจักรไทย (ฉบับชั่วคราว) พุทธศักราช 2549, RTGS: Ratthathammanun Haeng Ratcha-anachak Thai (Chabap Chua Khrao) Phutthasakkarat Songphan-haroi-sisip-kao). Sie wurde maßgeblich von den royalistischen Juristen Meechai Ruchuphan, Wissanu Krea-ngam und Borwornsak Uwanno ausgearbeitet.
Am 1. Oktober 2006 setzte die Junta eine „zivile“ Übergangsregierung unter dem pensionierten General und Kronrat Surayud Chulanont. An die Stelle des Parlaments trat eine „Nationale Legislativversammlung“ mit 250 von der Junta ausgewählten Mitgliedern und Meechai Ruchuphan als Vorsitzenden. Der „Rat für Verwaltungsreform“ wurde in „Rat für nationale Sicherheit“ umbenannt, behielt aber zahlreiche Sonderbefugnisse und genoss Immunität für sämtliche Maßnahmen und Anordnungen.
Viele Intellektuelle, darunter auch entschiedene Gegner Thaksins, waren bald nach dem Umsturz bezüglich der Folgen des Coups desillusioniert. Am 30. Mai 2007 löste das Verfassungsgericht die Thai-Rak-Thai-Partei wegen Wahlrechtsverstößen auf und belegte 111 ihrer Funktionäre – darunter Thaksin Shinawatra und alle führenden Mitglieder der entmachteten Regierung – mit einer 5-jährigen Sperre für politische Ämter. Die Demokratische Partei, der ebenfalls Verstöße vorgeworfen wurden, sprach es dagegen frei.

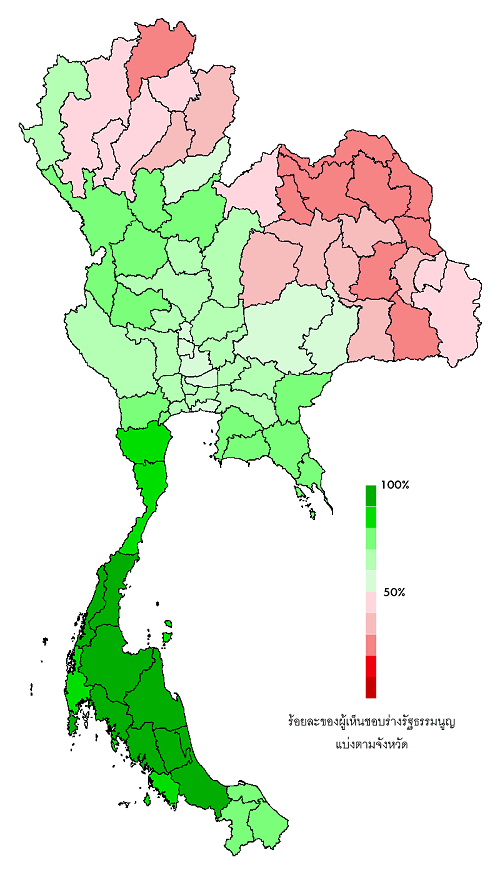
Zustimmung und Ablehnung der Verfassung 2007 nach Provinzen

Am 19. August 2007 wurde der Entwurf einer neuen permanenten Verfassung in einem Referendum von 57,8 % der Wähler angenommen (bei einer Beteiligung von 57,6 %). Der Grad der Zustimmung war jedoch regional sehr unterschiedlich: In 24 Provinzen im Norden und Nordosten des Landes lehnte eine Mehrheit die Verfassung ab.
Die Verfassung des Königreichs Thailand, 2550 Buddhistischer Zeitrechnung (2007) (รัฐธรรมนูญแห่งราชอาณาจักรไทย พุทธศักราช ๒๕๕๐, RTGS: Ratthathammanun Haeng Ratcha-anachak Thai Phutthasakkarat Songphan-haroi-hasip) trat am 24. August in Kraft und blieb bis zum nächsten Militärputsch im Mai 2014 gültig. Kritiker sahen sie als weniger demokratisch als die Verfassung von 1997. Die Gegner des Putsches und der neuen Verfassung – Anhänger, aber auch Kritiker Thaksins – organisierten sich in der Demokratischen Allianz gegen Diktatur (DAAD), besser bekannt als Bewegung der „Rothemden“.
Am 23. Dezember 2007 fanden Parlamentswahlen statt. Bei diesen wurde die Partei der Volksmacht, in der sich vor allem ehemalige Mitglieder der TRT und Anhänger Thaksins versammelt hatten, mit 39,6 % der Stimmen und 233 der 500 Sitze stärkste Kraft. Sie bildete eine Koalition mit fünf kleineren Parteien und Samak Sundaravej wurde am 29. Januar 2008 Ministerpräsident. Der „Rat für nationale Sicherheit“ löste sich daraufhin auf.